# Tauern
Das Wort die Tauern (m. pl.) bedeutete ursprünglich „Hohe Übergänge“ (Pässe) in den österreichischen Zentralalpen und charakterisierte die vielen Saumpfade und Pässe, welche die parallelen Seitentäler der Salzach in das Gebirge schnitten. Seit dem Mittelalter, als der Bergbau zu einer Hochblüte gelangte, bezeichnen "(die) Tauern" jedoch auch die entsprechenden Gebirgszüge. In vielen lokalen Bezeichnungen blieb der Name erhalten.

## Etymologie
Die Namensherkunft von Tauern wird unterschiedlich gedeutet.
- Der Name der Tauern sei ein altes Substratwort (*taur- für ‚Berg‚ Bergpass, Übergang‘), das direkt (weniger wahrscheinlich) oder durch slawische Vermittlung (wahrscheinlicher) ins Deutsche gelangt ist. (Der Tauern-Name ist wahrscheinlich vorslawisch, doch es gibt auch ein gemeinslawisches tur- ‚schwellen‘ > ‚Bodenschwellung‘, ‚ableitiger Hügel‘ usw.).[1][2]
- Eine andere Annahme geht davon aus, dass ‚Tauern‘ (m. pl.) der einzige Gebirgszug ist, der seinen vorslawischen Namen in Kärnten in ununterbrochener Überlieferung behalten hat. Er ist aus dem indogermanischen *(s)teur- für ‚Stier, großer Berg‘ abgeleitet. Die Tauern sind sozusagen die „Stiere“, die alten Taurisker Oberkärntens die „Bergbewohner“, und die alte Oberkärntner Stadt Teurnia die dazugehörende Bergstadt.[3]

Wenn der Name Tauern vorslawisch ist, wäre er als keltisch anzunehmen, was als mutmaßliche Zugehörigkeit der Taurisker angenommen wird, oder als „illyrisch“, einem Sammelbegriff für mögliche vor- und frühkeltische Population im Alpenraum.  In unklarem Zusammenhang steht etwa der Name der Gemeinde Thaur bei Innsbruck, der analog von illyrischen ‚Fels‘, aber auch zu rätoromanisch Tgaura (‚Ziege‘) abgeleitet wird.

## Gebirgszüge
Die folgenden Gebirgsgruppen tragen heute den Namen Tauern:
- Die Hohen Tauern, oft auch nur kurz die Tauern genannt.
- Die Niederen Tauern mit ihrer Untergliederung (von West nach Ost):
  - Radstädter,
  - Schladminger,
  - Rottenmanner und Wölzer sowie
  - Seckauer Tauern.
- Die Ossiacher Tauern, ein Bergrücken in den Gurktaler Alpen.
- Der Tauern, ein Berg in den Ammergauer Alpen.

Hohe und Niedere Tauern wurden historisch – und werden in manchen Gebirgsgliederungen bis heute – gemeinsam als Tauernalpen bezeichnet. Das erstreckt sich teils auch in den Grenzen Brennerpass–Liesing/Paltental, also einschließlich Zillertaler Alpen.

### Verkehrsverbindungen
Die folgenden Verkehrsverbindungen erlauben die Querung der Tauern von Nord nach Süd:
- Die Felbertauernstraße (B 108) unterquert im Felbertauerntunnel das Gebirge im Bereich des Felber Tauern.
- Die Tauernbahn unterquert im Tauerntunnel das Gebirge zwischen dem Mallnitzer und dem Hohen Tauern. Dies ist die einzige Nord-Süd-Eisenbahnverbindung zwischen dem Brenner im Westen und dem Schoberpass im Osten.
- Die Großglockner-Hochalpenstraße überquert die Tauern im Bereich des Hochtors.
- Die Tauern Autobahn (A 10) unterquert den Bergstock Radstädter Tauern.
- Die Katschbergstraße (B 99) überquert die Radstädter Tauern über den Pass Radstädter Tauern.
- Der Sölkpass überquert die Niederen Tauern und legt die Grenze zwischen den Schladminger und den Wölzer Tauern fest.
- Die Triebener Straße (B 114) überquert die Niederen Tauern im Ort Hohentauern und legt die Grenze zwischen den Rottenmanner und den Triebener (Seckauer) Tauern fest.

## Übergänge
Die folgenden Übergänge tragen den Namen Tauern (von West nach Ost):
- in den Hohen Tauern handelt es sich dabei allesamt um nicht befahrbare Saumpfade:
  - Der Krimmler Tauern (2.634 m) verbindet das Krimmler Achental mit dem Südtiroler Ahrntal.
  - Der Felber Tauern oder Windisch-Matreier Tauern (2.481 m) verbindet das Pinzgauer Felbertal mit dem Osttiroler Tauerntal, in unmittelbarer Nähe des Alten Tauern (2498 m).
  - Der Kalser Tauern (2.518 m) verbindet das Pinzgauer Stubachtal mit dem Osttiroler Kalser Dorfertal.
  - Der Heiligenbluter oder Rauriser Tauern (2.576 m), allgemein Hochtor genannt, verbindet das Pinzgauer Tal der Fuscher Ache mit dem Kärntner Mölltal.
  - Der Goldberg- oder Fraganter Tauern (2.754 m) verbindet das Pinzgauer Rauriser Tal mit der Kärntner Fragant.
  - Der Niedere Tauern, auch Mallnitzer Tauern und der Hohe Tauern (2.459 m), auch Korntauern genannt, verbinden das Pongauer Gasteinertal mit dem Kärntner Ort Mallnitz und dem Mölltal.
- in den Niederen Tauern:
  - der Radstädter Tauern (1.738 m) verbindet Radstadt im Pongau mit Mauterndorf im Lungau durch die beiden Taurachtäler.
  - der Triebener Tauern (1.278 m), auch Rottenmanner Tauern genannt, verbindet das Paltental bei Trieben mit dem Pölstal.
- in den Kitzbüheler Alpen:
  - der Thurntauern, heute Pass Thurn

Wie bei den Pässen findet sich Tauerntal ebenso wie Tauernbach und auch Taurach mehrmals, letztere teilweise von einem Tauernpass in beide Richtungen.

### Tauernhäuser
Die Tauernhäuser des Fürsterzbistum Salzburg wurden schon ab dem Mittelalter an den Übergängen errichtet, sie dienten dem Schutz und der Instandhaltung der damals so wichtigen Handelswege, wie auch als Unterkunft und Verpflegungsstation für die Säumer und Händler. Beispiele dafür sind das Krimmler Tauernhaus am Krimmler Tauern und das Tauernhaus Schößwend, das Tauernhaus Spital und das Matreier Tauernhaus am Felber Tauern.
Aber auch Unterkünfte, die sehr viel später errichtet wurden, wie das 1928 errichtete Kalser Tauernhaus des DAV oder das private Rauriser Tauernhaus folgen dieser Tradition.

## Orte
Folgende Orte leiten ihre Namen ebenfalls vom Begriff Tauern ab:
- die Pongauer Gemeinde Untertauern am Radstädter Tauernpass
- der Wintersportort Obertauern direkt am Radstädter Tauernpass
- die Gemeinde Hohentauern am Triebener Tauernpass
- die Katastralgemeinde Untertauern von Ossiach am Ossiacher Tauern
- der Weiler Tauern von Ossiach
- die Ortschaft Tauer von Matrei in Osttirol

## Gipfel
Mehrere Gipfel, vornehmlich in der Nähe der Übergänge, tragen auch von Tauern abgeleitete Namen:
- Felber Tauernkogel (2.988 m), westlich über dem Felber Tauern in der Venedigergruppe.
  - Tauernkopf (2.704 m), ein unbedeutender Vorgipfel auf dem Ostgrat des Felber Tauernkogels.
- Tauernklammhöhe (2.798 m), unbedeutender Gipfel zwischen dem Hollersbachtal und dem Felbertal in der Venedigergruppe, durch seine Ostflanke führt die Tauernklamm.
- Kalser Tauernkogel (2.683 m), nordwestlich über dem Kalser Tauern in der Granatspitzgruppe.
- Tauernkopf (2.626 m), östlich des Hochtors in der Goldberggruppe.
- Tauernkogel (2.249 m) im Tennengebirge, namensgebend für die dortige Tauernkogelgruppe.
- Funtenseetauern und Gotzentauern in den Berchtesgadener Alpen.
- Tauern (Ammergauer Alpen) (1.841 m), in der Nähe von Reutte

## Sonstiges
- Der Tauern-Höhenweg durchzieht die Ankogel- und Goldberggruppe vom Murtörl bis zum Heiligenbluter Hochtor. Es handelt sich dabei um eine zusammenhängende, markierte Steiganlage, die es erfahrenen und entsprechend ausgerüsteten Bergsteigern erlaubt, die gesamten Tauern in diesem Bereich zu durchqueren, ohne ins Tal absteigen zu müssen.
- Tauernmoossee im Stubachtal
- Nationalpark Hohe Tauern
- Tauernkraftwerke AG (Kraftwerk Kaprun)
- Tauernscheckenziege
- Der Tauernradweg hat seinen Namen von dem Gebirgszug und führt an der Salzach entlang.